# John Wortabet
 (septembre 2020).
John Wortabet, né en 1827 et mort à Beyrouth le 21 novembre 1908, était un pasteur protestant et médecin, et un membre fondateur de la faculté de médecine du Syrian Protestant College.